# Яватахама

Яватаха́ма (яп. 八幡浜市, やわたはまし, МФА: [jawatahama ɕi̥]?) — місто в Японії, в префектурі Ехіме. Розташоване в західній частині префектури, на узбережжі моря Ува.    Отримало статус міста 1935 року. Площа становить 133,03 км². Станом на 1 липня 2012 року населення складало 37 278  осіб, густота населення — 280 осіб/км².  Основою економіки є тралове рибальство, текстильна промисловість і вирощування мандаринів.   

## Історія
Засноване 11 лютого 1935 року шляхом злиття таких населених пунктів:
- містечка Хатіман повіту Ніші-Ува (西宇和郡八幡浜町)
- містечка Каміяма (神山町)
- села Сенджьо (千丈村)
- села Шітада (舌田村)